# Cyborg 2
Cyborg 2 (alternativ: Cyborg 2: The Glass Shadow) ist ein US-amerikanischer Science-Fiction-Actionfilm von Michael Schroeder aus dem Jahr 1993. Er ist eine Fortsetzung des SF-Actionfilms Cyborg aus dem Jahr 1989. Der Film wurde im November 1993 in Deutschland auf Video veröffentlicht.

## Handlung
Im Jahr 2074 wird der Kybernetikmarkt von zwei Konkurrenzunternehmen dominiert: den amerikanischen Pinwheel Robotics und den japanischen Kobayashi Electronics. Cyborgs sind alltäglich und werden als Soldaten bis hin zu Prostituierten eingesetzt. Casella "Cash" Reese ist ein Cyborg, den Pinwheel für Unternehmensspionage und Mordanschläge entwickelt hat. Sie ist mit einem flüssigen Sprengstoff namens "Glass Shadow" gefüllt. Martin Dunn, CEO von Pinwheel, beabsichtigt, den gesamten Verwaltungsrat von Kobayashi zu beseitigen, indem er Cash als Selbstmordattentäterin einsetzt, so eine feindliche Übernahme des Unternehmens ermöglicht und das Monopol über den Cyborg-Markt erlangt.
Cash ist so programmiert, dass sie menschliche Empfindungen wie Angst, Liebe, Schmerz und Hass nachahmt. Cash und ihr Kampftrainer Colton "Colt" Ricks verlieben sich und wollen sich nach Mosambik absetzen, damit Cash die Selbstzerstörung vermeiden kann, das obligatorische Ende der meisten Cyborgs. Geleitet von Mercy, einem abtrünnigen Cyborg-Prototyp, der über jedes elektronische Gerät kommunizieren kann, flüchten Cash und Ricks aus der Pinwheel-Anlage. Ein von Pinwheel gemieteter Mörder und Schnüffler, Daniel Bench, verfolgt die Flüchtigen unermüdlich.
Bench muss sich mit einem rivalisierenden Kopfgeldjäger namens Chen auseinandersetzen. Chen plant, Ricks zu töten und Cash neu zu programmieren, um sie dazu zu bringen, Pinwheel in die Luft zu jagen, und zwar als Vergeltungsmaßnahme an Direktor Dunn, um ihn für sein früheres Verhalten ihr gegenüber zu bestrafen. Chen und Ricks geraten in einen Kampf, der damit endet, dass Chen von einem Sicherungskasten durch einen Stromschlag getötet wird.
Mercy erweist sich als Hybrid zwischen Mensch und Android, ein früherer Versuch von Pinwheel, die nächste Stufe der menschlichen Evolution zu erschaffen. Aber Mercy konnte verschwinden, bevor man seine Erinnerungen löschen konnte. Ricks und Bench geraten in ein illegales Boxturnier um Leben und Tod, bei dem Bench durch einen rotierenden Lüfter verstümmelt wird und stirbt. Nach dem Gewinn des Turniers fliehen Cash und Ricks und beginnen ein neues Leben in Afrika, während Mercy Dunn stellt und ihn beschuldigt, sein Leben ruiniert zu haben.
Dunn sagt Mercy, er habe alles nur zum Wohle der Menschheit getan. Unbeeindruckt aktiviert Mercy seine eigene Glass Shadow-Bombe, tötet Dunn und zerstört das Pinwheel-Hauptquartier. Die letzte Filmszene zeigt, wie Cash jung und schön bleibt, während Ricks weiterhin altert. Als Cash endlich erkennt, dass Ricks gestorben ist, beschließt sie, sich selbst herunterzufahren, und bleibt für immer in einem Traumzustand.

## Kritiken
Harald Keller schrieb in seinem Buch Angelina Jolie, es sei ersichtlich, dass der Regisseur eingeschränkte finanzielle Ressourcen zur Verfügung hatte. Er verwendete jedoch „manch originelle Idee“ und nutzte die Drehorte „recht einfallsreich und gewitzt“. Einige Dialogzeilen von Jack Palance seien „kernig“. Angelina Jolie spiele „bewusst sparsam“.
Scott Weinberg schrieb auf efilmcritic.com, er vermute, die Fortsetzung würde einzig deswegen gedreht, damit der Vorgängerfilm ein wenig besser wirke.

## Fortsetzung
- 1994: Cyborg 3 – The Recycler (Direct-to-Video-Produktion).